# Ryu Ji-hae
Pour les articles homonymes, voir Ryu.
Dans ce nom coréen , le nom de famille, Ryu, précède le nom personnel Ji-hae.
Ryu Ji-hae (née le 10 février 1976 à Busan en Corée du Sud) est une pongiste coréenne spécialiste du double. Elle a obtenu la médaille de bronze aux Championnats du monde de tennis de table en 1995 en double mixte et en 1999 en simple, et a remporté l'Open du Japon ITTF en 1997 et l'Open de Chine ITTF en 1997, à chaque fois en double dames, ainsi que l'Open d'Allemagne ITTF en simple.
Elle a remporté la médaille de bronze en double aux Jeux olympiques de 1996 et aux Jeux olympiques de 2000.
Elle a arrêté sa carrière sportive en 2003